# Тонкосемянник крупнолистный
Тонкосемя́нник крупноли́стный (лат. Leptospermum grandifolium) — вид цветковых растений рода Тонкосемянник (Leptospermum) семейства Миртовые (Myrtaceae).

## Этимология названия
Видовой эпитет был дан виду за то, что у него, в отличие от других видов рода Тонкосемянник, большие листья.

## Ботаническое описание
Высокий кустарник до 6 м высотой. Листья 1—3 см длиной и 3—7 мм шириной, с острыми концами и 3—5 параллельными жилками. Верхняя поверхность листа слегка блестящая.
Цветки белые, одиночные, около 15 мм шириной, цветение с октября по декабрь.
Плод — опушённая коробочка 8—10 мм шириной.

## Распространение и местообитание
Распространён в Австралии. Часто встречается вблизи устьев рек, на почвах, образованных из песчаника. Также может встречаться в субальпийской зоне вблизи горы Косцюшко.

## Синонимика
- Leptospermum grandifolium f. angustum S.Schauer
- Leptospermum grandifolium f. argyreum S.Schauer
- Leptospermum lanigerum var. grandifolium (Sm.) Hook.f.
- Leptospermum pubescenes var. grandifolium (Sm.) Domin
- Leptospermum pubescens f. argyreum (S.Schauer) Domin
- Leptospermum subargenteum Gand.[2]